# جون هاثاواي
جون هاثاواي (بالإنجليزية: John Hathaway) هو مصارع رياضي بريطاني، ولد في 1 يوليو 1987 في برايتون في المملكة المتحدة.

## وصلات خارجية
- جون هاثاواي على موقع يو إف سي (الإنجليزية)
- جون هاثاواي على موقع شيردوغ (الإنجليزية)
- جون هاثاواي على موقع IMDb (الإنجليزية)
- جون هاثاواي على موقع قاعدة بيانات الفيلم (الإنجليزية)